# Hellschen-Heringsand-Unterschaar
Hellschen-Heringsand-Unterschaar est une commune de l'arrondissement de Dithmarse, dans le Land du Schleswig-Holstein.

## Géographie
La commune se situe sur les nouveaux marais maritimes le long de la mer du Nord.
Elle regroupe les lieux-dits de Hellschen, Heringsand et Unterschaar. Il n'existe pas de centre-ville.

## Histoire
La commune est créée le 1er avril 1934 d'une séparation de la paroisse de Wesselburen.

## Anecdote
Hellschen-Heringsand-Unterschaar est le nom de commune le plus long d'Allemagne avec 32 caractères.

## Source, notes et références
- (de) Cet article est partiellement ou en totalité issu de l’article de Wikipédia en allemand intitulé « Hellschen-Heringsand-Unterschaar » (voir la liste des auteurs).